# KWWL
KWWL är en TV-kanal som sänder från Waterloo, Iowa. Kanalen ägs av Quincy Newspapers. De började sända 29 november 1953. Stationen är affilierad med NBC.